# Високошанований майстер

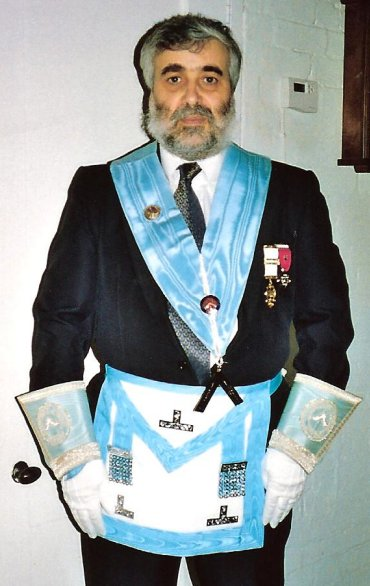
Високоповажний майстер у своєму вбранні.

Високошанований майстер (англ. Worshipful Master) Майстер ложі або Майстер стільця — головний офіцер у масонській ложі. Високошанований майстер керує всіма справами, ритуалом і церемоніями в ложі та наділений найбільшими повноваженнями в порівнянні з усіма іншими офіцерами та членами ложі.

## Посада
Посада високоповажного майстра — найбільша честь, яку ложа може надати своєму братові. Посада обирається, найчастіше вибори проходять таємним голосуванням (чорними та білими кулями). Однак у деяких ложах на цю посаду призначають офіцера ложі, який попередній рік обіймав посаду першого сторожа.
Назва посади «Високошановний» (англ. Worship — літер. поклоніння, обожнювання, культ) не означає, що перед шановним майстром схиляються, що його обожнюють і таке інше. Використання назви посади відсилає до її первісного змісту — «виявляти повагу», подібно звертання до судді «Ваша честь» (в англійській мові було звернення «worshipful sir» — милостивий пан. Порівняйте з високоповажним майстром — Worshipful Master, а до мерів — високоповажний (honorable). У деяких графствах Англії до мерів та суддів продовжують звертатися «милостивий» або «ваша милість». Як шанобливий титул французькі масони відносно шанованих майстрів використовують назву «Vénérable».
Відповідна посада на рівні великої ложі — великий майстер. Великий майстер головує на заходах великої ложі (асамблеї, урочистостях, раді великих офіцерів), а також будь-якої ложі, що входить до юрисдикції його великої ложі. До нього звертаються «дуже шановний брат».

### Майстер ложі
Назва посади — майстер ложі, пов'язана з тим, що спочатку в «Конституціях Андерсона» йшлося лише про два градуси — «учня» та «підмайстра», а термін «майстер» відносився до «майстра ложі» — єдиного керівника ложі. Проте з появою у 1730-х роках третього градуса — майстра-масону, стала виникати плутанина між назвою третього градуса та найвищою офіцерською посадою в ложі. Тому посада майстра ложі отримала свою назву з приставкою шанований — Worshipful Master, щоб відтепер позначати майстра як носія всіх трьох символічних градусів і голову ложі.
У французькому масонстві стали позначати майстра ложі приставкою venerable (достойний), а слово ложа в назві посади відпало через непотрібність. Після цього посада у Франції, як і в Англії, стала позначатися як «Vénérable Maître».

### Майстер стільця
Майстер стільця (від нім. Stuhlmeister, фр. maître en chaire) — історичний синонім посади високоповажного майстра в деяких ложах у Німеччині, Швеції, Франції та Російській Імперії в XVIII і XIX століттях. Як правило ці ложі працювали за Шведським статутом або Статутом Цинедорфа. Така назва пов'язана із символічним троном царя Соломона, на якому й сидить майстер ложі. В наші дні назва посади майстер стільця збереглася в деяких ложах у Німеччині та Швеції.

### Колишній високоповажний майстер
По закінченні терміну своїх повноважень високоповажний майстер отримує звання колишнього високоповажного майстра. Від ложі до ложі та від юрисдикції до юрисдикції обов'язки та привілеї колишніх високоповажних майстрів різняться. Наприклад, у деяких юрисдикціях колишні майстри мають членство у великих ложа із правом голосу, в інших — ні. У більшості юрисдикцій колишні майстри продовжують носити почесний титул «шановний» (до нього звертаються «шановний брат такий-то»), проте залишається кілька юрисдикцій, в яких такий титул носять лише майстри, що діють.
У деяких юрисдикціях посаду заворітника займає колишній (щойно замінений) шановний майстер цієї ложі, в інших може бути запрошений майстер з іншої ложі.